# Inochód

Inochód u konia

Inochód u wielbłąda

Inochód (skrocz, ang. lateral ambling gait, lateral amble) – naturalny sposób poruszania się niektórych ssaków kopytnych i psowatych polegający na unoszeniu jednocześnie obu kończyn z jednej strony ciała, np. lewej przedniej i lewej tylnej, a następnie prawej przedniej i prawej tylnej. W chodzie tym, podobnie jak w kłusie, słychać dwa takty.
Inochód zaliczany jest do chodu dwutaktowego konia. Niektóre konie – np. rasa Paso Fino poruszają się w ten sposób naturalnie niezależnie od prędkości. W polskich hodowlach konie chodzące inochodem zdarzają się bardzo rzadko.
Badania przeprowadzone na kucach islandzkich wykazały, że za zdolność do inochodu odpowiada mutacja genu DMRT3, która pojawiła się w hrabstwie York pomiędzy rokiem 850 a 900 (A. Ludwig, 2012 r.).
Ten rodzaj chodu obserwuje się też np. u wielbłądów, żyraf i zwierząt drapieżnych, takich jak wilk grzywiasty, oraz niektórych ras psów, np. Fila Brasileiro i wilczak czechosłowacki.